# The Cribs
The Cribs sind eine englische Indie-Rock-Band aus Wakefield in West Yorkshire. Die Band besteht aus den Zwillingen Gary und Ryan Jarman und deren jüngerem Bruder Ross Jarman.

## Geschichte
Das erste gleichnamige Album The Cribs erschien am 22. März 2004 in Deutschland. Das zweite Album The New Fellas erschien am 20. Juni 2005 und beinhaltet u. a. die Single Hey Scenesters!, die auch in der US-Serie O.C., California zu hören war. Am 21. September 2007 erschien das dritte Album mit dem Titel Men’s Needs, Women’s Needs, Whatever, welches von Franz-Ferdinand-Frontman Alex Kapranos in Vancouver in Kanada produziert wurde und welches u. a. die bekannteste Single Men’s Needs beinhaltet. Im August 2008 wurde Johnny Marr (Modest Mouse, The Smiths) als zweiter Gitarrist und vollwertiges viertes Bandmitglied bestätigt. 2011 verließ Marr die Band wieder. Während die Band in Großbritannien einige Erfolge gefeiert hat und auch in den USA bekannt sind, hält sich der Bekanntheitsgrad in Deutschland in Grenzen. In Deutschland war die Band als Support für die Kaiser Chiefs auf Tour und hat 2007 auch bei Rock am Ring gespielt.

## Diskografie

### Studioalben
| Jahr | Titel                                | Höchstplatzierung, Gesamtwochen, AuszeichnungChartsChartplatzierungen (Jahr, Titel, Platzierungen, Wochen, Auszeichnungen, Anmerkungen) | Anmerkungen                                                              |
| Jahr | Titel                                | UK | Anmerkungen                                                              |
| ---- | ------------------------------------ | --- | ------------------------------------------------------------------------ |
| 2004 | The Cribs                            | UK23 a (1 Wo.)UK | Erstveröffentlichung: 8. März 2004 Wiederveröffentlichung: 29. Juli 2022 |
| 2005 | The New Fellas                       | UK20 b Silber · (2 Wo.)UK | Erstveröffentlichung: Juni 2005 Wiederveröffentlichung: 29. Juli 2022    |
| 2007 | Men’s Needs, Women’s Needs, Whatever | UK13 Gold · (5 Wo.)UK | Erstveröffentlichung: 21. Mai 2007                                       |
| 2009 | Ignore the Ignorant                  | UK8 Silber · (4 Wo.)UK | Erstveröffentlichung: 7. September 2009                                  |
| 2012 | In the Belly of the Brazen Bull      | UK9 (2 Wo.)UK | Erstveröffentlichung: 7. Mai 2012                                        |
| 2013 | Payola                               | UK69 (1 Wo.)UK | Erstveröffentlichung: 11. März 2013                                      |
| 2015 | For All My Sisters                   | UK9 (1 Wo.)UK | Erstveröffentlichung: 23. März 2015                                      |
| 2017 | 24-7 Rock Star Shit                  | UK8 (1 Wo.)UK | Erstveröffentlichung: 11. August 2017                                    |
| 2020 | Night Network                        | UK19 (1 Wo.)UK | Erstveröffentlichung: 20. November 2020                                  |

### Singles
| Jahr | Titel Album                                                       | Höchstplatzierung, Gesamtwochen, AuszeichnungChartsChartplatzierungen (Jahr, Titel, Album, Platzierungen, Wochen, Auszeichnungen, Anmerkungen) | Anmerkungen                            |
| Jahr | Titel Album                                                       | UK | Anmerkungen                            |
| ---- | ----------------------------------------------------------------- | --- | -------------------------------------- |
| 2004 | You Were Always the One The Cribs                                 | UK66 (1 Wo.)UK | Erstveröffentlichung: Februar 2004     |
| 2004 | What About Me The Cribs                                           | UK75 (1 Wo.)UK | Erstveröffentlichung: Mai 2004         |
| 2005 | Hey Scenesters! The New Fellas                                    | UK27 (2 Wo.)UK | Erstveröffentlichung: April 2005       |
| 2005 | Mirror Kissers The New Fellas                                     | UK27 (2 Wo.)UK | Erstveröffentlichung: Juni 2005        |
| 2005 | Martell The New Fellas                                            | UK40 (2 Wo.)UK | Erstveröffentlichung: August 2005      |
| 2005 | You’re Gonna Lose Us –                                            | UK30 (2 Wo.)UK | Erstveröffentlichung: 5. Dezember 2005 |
| 2007 | Men’s Needs Men’s Needs, Women’s Needs, Whatever                  | UK17 Silber · (4 Wo.)UK | Erstveröffentlichung: 14. Mai 2007     |
| 2007 | Moving Pictures Men’s Needs, Women’s Needs, Whatever              | UK38 (1 Wo.)UK | Erstveröffentlichung: 30. Juli 2007    |
| 2007 | Don’t You Wanna Be Relevant? Men’s Needs, Women’s Needs, Whatever | UK39 (2 Wo.)UK | Erstveröffentlichung: 29. Oktober 2007 |
| 2009 | Cheat on Me Ignore the Ignorant                                   | UK80 (2 Wo.)UK | Erstveröffentlichung: 31. August 2009  |